# Célia Xakriabá
Célia Nunes Correa (São João das Missões, 1990), també coneguda com a Célia Xakriabá (pronunciat [ˈsɛ.li.ɐ ʃɐˌkɾi.ɐˈba]), és una professora i activista indígena del poble xakriabá a Minas Gerais, al Brasil. La seva lluita se centra en la reestructuració del sistema educatiu, en donar suport a les dones i a la joventut dins dels xakriabá; i també en la mudança de les fronteres geogràfiques per a mantenir el seu territori.

## Formació
Célia Xakriabá va estudiar els primers cursos a l'Escola Indígena Estatal Xukurank a São João das Missões. Després, va formar part de la primera generació que va estudiar Educació Indígena de la Universitat Federal de Minas Gerais (UFMG) el 2013. Va ser la primera del poble a obtenir un màster, concretament en Desenvolupament Sostenible a l'Àrea de Concentració en Sostenibilitat Junt amb els Pobles Originaris a la Universitat de Brasília, on va formar-se dos anys, entre el 2016 i el 2018. Així doncs, va doctorar-se en Antropologia Social a la UFMG.

## Carrera
El 2015, amb només vint-i-cinc anys, Nunes va ser la primera dona indígena a entrar a l'equip de l'òrgan central de la Secretaria d'Estat d'Educació de Mines Gerais, de què va formar part fins al 2017.
| «                | La meva entrada aquí va ser una invitació de la mateixa secretària. Jo vaig dir-li que hi havia diverses persones amb un perfil més encertat i amb una experiència magna en aquella àrea. Tanmateix, ella em va dir que el fet de ser dona, jove i de venir d'aquella militància feia 13 anys havien estat importants en la meva tria. | » |
| — Célia Xakriabá | |   |

En aquesta posició, lluita pels drets de les llengües indígenes amenaçades.
Va treballar a la Superintendència de Modalitats i Temàtiques Especials de l'Ensenyament, i va incorporar la seva coneixença sobre les cultures indígenes, que va integrar al currículum escolar. A més, el 2019 va ser nomenada assessora parlamentària de la diputada federal Áurea Carolina, del Partit Socialisme i Llibertat, i té un podcast de temàtica també indígena a la plataforma digital Globoplay.

## Activisme
Célia Xakriabá opina que el problema principal dels pobles indígenes al Brasil és la delimitació territorial. Aquest dret estava reconegut a la Constitució del Brasil de 1988, però va ser contrarestat pel PEC 215, que atorga la capacitat de modificar els límits del territori al Congrés Nacional del Brasil en lloc dels òrgans de l'Estat especialitzats en la qüestió indígena, com ara la Fundação Nacional do Índio. Així doncs, les terres indígenes no reconegudes abans de 1988 tenen ara molts obstacles per a aconseguir ser-ho, i són envaïdes i els són llevats els recursos naturals. La relació entre el poble i la terra indígena no és solament material, sinó que té una dimensió espiritual. Per això, ella proposa «una reconeixença real dels drets i dels territoris indígenes, i també la integració dels pobles indígenes en les narracions de la història, cultura i memòria del Brasil, sense preconcepcions ni prejudicis».

## Educació indígena al Brasil
Nunes defensa que les escoles dels poblats indígenes han d'oferir una educació basada en els coneixements indígenes i en els processos pedagògics de cada poble, que varien en funció del context historicocultural. A més, parla d'«indigenització», «quilombització» i «camponització» de les escoles occidentals, per tal que els estudiants que no formen part d'aquelles comunitats puguin aprendre dels altres pobles que constitueixen el país. Troba que l'escola indígena voldrà emprar el lligam entre les persones i el territori per a ensenyar i que l'Estat deu garantir l'accés a l'educació mèdia per als pobles indígenes. Finalment, considera que el calendari escolar ha de reflectir els esdeveniments importants de la comunitat i no pas les dates imposades pel calendari gregorià, com ara el Carnestoltes, que no tenen cap mena de significat per als pobles originaris.

## El paper de la dona indígena
Em molts articles, entrevistes i xerrades, esmenta el tracte que reben les dones indígenes. Se centra en l'absència de les dones en general en posicions de poder (per exemple, com a polítiques) i indica que aquesta manca de representació pot contribuir en la violència adreçada a aquest grup. Segons l'activista, la influència de les dones també és limitada per la manera en què s'ensenya la història de la colonització del Brasil. Aquesta declaració revela, novament, el seu desig de transformar el sistema educatiu existent.

## Discursos i presentacions
Com a resultat de la seva educació i de la seva posició política, Nunes va ser convidada a fer xerrades en diferents esdeveniments i programes. Per exemple, l'agost del 2018, va parlar a la Universitat de Brasília a un públic compost d'estudiants indígenes. Va emfatitzar-hi la importància de la diversitat i va descriure-hi com la universitat dona forma a la identitat alhora que la identitat conforma l'experiència universitària. També va participar en una entrevista distribuïda per Futura Play, una organització que es dedica a representar la diversitat del Brasil.
El març del 2018, va tornar a la universitat amb la conferència Mulheres indígenas, resistência e protagonismo, durant la qual va notar l'alta implicació de les dones en la lluita pels drets dels pobles indígenes. Va explicar que avui dia la participació de la dona en els conflictes quotidians augmenta.
A banda de les seves aparicions allà, Nunes va fer entrevistes en què va compartir la seva manera de pensar respecte dels mètodes de què disposen els jóvens activistes. Específicament, va esmentar la visibilitat i el potencial de promoure el canvi mitjançant les xarxes socials.